# Hipponoe gaudichaudi
Hipponoe gaudichaudi är en ringmaskart som först beskrevs av Jean Victor Audouin och Milne Edwards 1830.  Hipponoe gaudichaudi ingår i släktet Hipponoe och familjen Amphinomidae. Arten har ej påträffats i Sverige. Inga underarter finns listade i Catalogue of Life.